# Josef Scharf (Mediziner, 1909)
Josef Scharf (* 10. März 1909 in Hohenelbe, Bezirk Hohenelbe, Österreich-Ungarn; † nicht ermittelt) war ein deutscher Augenarzt und Hochschullehrer.

## Leben und Wirken
Nach dem Schulabschluss studierte er Medizin an der Deutschen Karls-Universität Prag, wo er zum Dr. med. promovierte. Danach blieb er als Assistent an der dortigen Universitäts-Augenklinik. Nach Ende des Zweiten Weltkrieges wurde er aus der wiedergegründeten Tschechoslowakei vertrieben. Er ließ sich in Würzburg nieder, wo er 1947 kommissarischer Leiter der Augenklinik der Universität Würzburg wurde. 1948 – nach der am 30. April erfolgten Habilitation – wurde er zum Universitätsdozenten und 1951 zum außerplanmäßigen Professor für Augenheilkunde ernannt. Gleichzeitig wurde er ab 1951 leitender Arzt der Augenabteilung des St. Vincenz- und Elisabeth-Hospitals in Mainz.
Er trat mit zahlreichen wissenschaftlichen Arbeiten vor allem über Augenkrankheiten und deren Heilung hervor.
Mitglied war er u. a. im Verein Freunde und Förderer der Universität Würzburg und seit 1958 am Instituto Barraquer in Barcelona.

## Schriften (Auswahl)
- Ueber einen Fall von einseitiger Irisanomalie mit sekundarer Lochbildung und Drucksteigerung. In: Klinische Monatsblätter für Augenheilkunde 1940, S. 357 ff.
- Zur fortschreitenden Irisatrophie mit Lochbildung und Drucksteigerung. In: Klinische Monatsblätter für Augenheilkunde 1941, S. V ff.
- Ein Beitrag zur Kenntnis der Dysostosis multiplex (Hurler) unter besonderer Berücksichtigung der Erbverhältnisse. In: Albrecht von Graefes Archiv für Ophthalmologie 143 (1941), S. 477–485.
- Feststellung eines intraokularen Fremdkörpers mit Hilfe der Gonioskopie. In: Klinische Monatsblätter für Augenheilkunde 1941, S. 193 ff.
- Über eine Komplikation nach Schieloperation bei zwei Luetikern. In: Albrecht von Graefes Archiv für Ophthalmologie 144 (1942), S. 623–627.
- Ein Beitrag zur Spaltlampenmikroskopie des Kammerwinkels. o. O., 1948.